# Góc giờ
Trong thiên văn học và điều hướng thiên thể, góc giờ là một trong những tọa độ được sử dụng trong hệ tọa độ xích đạo để đưa ra hướng của một điểm trên thiên cầu. Góc giờ của một điểm là góc giữa hai mặt phẳng: một mặt phẳng chứa trục Trái Đất và thiên đỉnh (mặt phẳng kinh tuyến) và mặt kia chứa trục Trái Đất và điểm đã cho (vòng giờ đi qua điểm). 

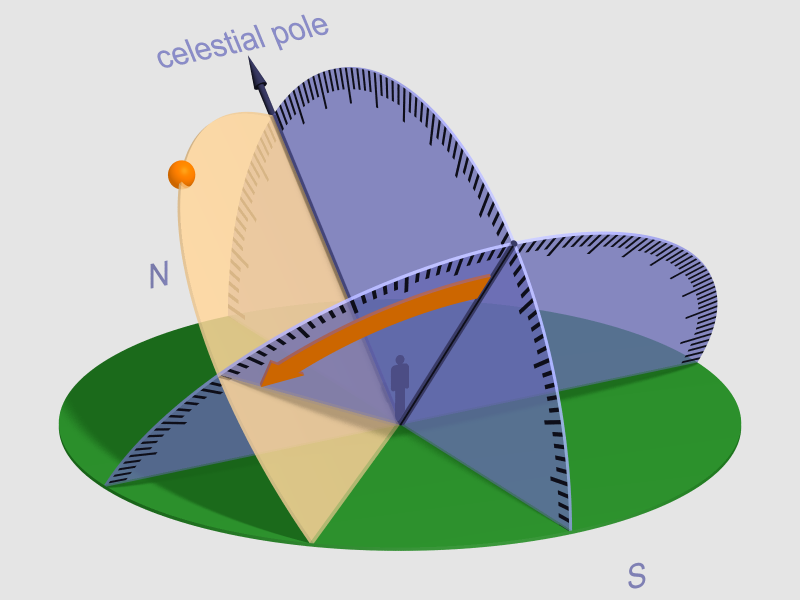
Góc giờ được chỉ định bởi một mũi tên màu cam trên mặt phẳng xích đạo thiên thể. Mũi tên kết thúc tại vòng tròn giờ của một chấm màu cam biểu thị vị trí biểu kiến của một vật thể thiên văn trên thiên cầu.

Góc có thể được biểu thị là phía đông âm của mặt phẳng kinh tuyến và phía tây dương của mặt phẳng kinh tuyến hoặc theo chiều dương từ 0° đến 360°. Góc có thể được đo bằng độ hoặc theo thời gian (giờ), với chính xác 24h = 360°.
Trong thiên văn học, góc giờ được định nghĩa là khoảng cách góc trên thiên cầu đo theo hướng tây dọc theo đường xích đạo thiên thể từ kinh tuyến đến vòng tròn giờ đi qua một điểm. Nó có thể được cung cấp theo độ, thời gian hoặc xoay tùy thuộc vào sự ứng dụng.
Trong điều hướng thiên thể, quy ước là đo theo hướng tây từ kinh tuyến gốc (góc giờ Greenwich, GHA), từ kinh tuyến địa phương (góc giờ địa phương, LHA) hoặc từ điểm đầu tiên của sao Bạch Dương (góc giờ thiên văn, SHA).
Góc giờ được ghép với xích vĩ để xác định đầy đủ vị trí của một điểm trên mặt cầu thiên thể trong hệ tọa độ xích đạo.

## Mối quan hệ với xích kinh

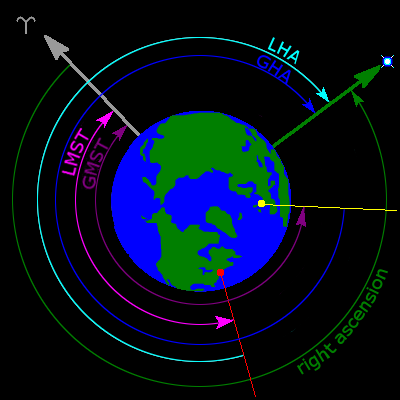
Nhìn từ phía trên cực bắc của Trái Đất, góc giờ địa phương (LHA) của một ngôi sao đối với người quan sát gần New York (chấm đỏ). Cũng được mô tả là xích kinh (right ascension) của ngôi sao và góc giờ Greenwich (GHA), thời gian thiên văn trung bình địa phương (LMST) và thời gian thiên văn trung bình Greenwich (GMST). Ký hiệu xác định hướng Điểm xuân phân.
Giả sử trong ví dụ này, ngày trong năm là tháng ba nên mặt trời sẽ nằm theo hướng mũi tên màu xám, thì ngôi sao này sẽ mọc vào khoảng nửa đêm. Khi địa điểm của người quan sát tại New York quay tới vị trí của ngôi sao (mũi tên màu xanh lá cây), bình minh sẽ xuất hiện và độ sáng của bầu trời sẽ làm giảm tầm nhìn của ngôi sao khoảng sáu giờ trước khi nó lặn xuống đường chân trời phía tây. Xích kinh của ngôi sao là khoảng 18^{h}

Góc giờ địa phương (LHA) của một vật thể trên bầu trời của người quan sát là
{\displaystyle {\text{LHA}}_{\text{object}}={\text{LST}}-\alpha _{\text{object}}} (Nếu kết quả là âm, thì cộng thêm 360 độ. Nếu kết quả lớn hơn 360, thì trừ 360 độ.)
hoặc là
{\displaystyle {\text{LHA}}_{\text{object}}={\text{GST}}+\lambda _{\text{observer}}-\alpha _{\text{object}}}
Trong đó LHAobject là góc giờ địa phương của thiên thể, LST là thời gian thiên văn địa phương, {\displaystyle \alpha _{\text{object}}} là xích kinh của thiên thể, GST là thời gian thiên văn Greenwich và {\displaystyle \lambda _{\text{observer}}} là kinh độ của người quan sát (phía đông dương từ kinh tuyến gốc). Những góc này có thể được đo theo thời gian (24 giờ đến một vòng tròn) hoặc theo độ (360 độ đến một vòng tròn) — một hoặc khác, không phải cả hai.
Góc giờ âm cho biết thời gian cho đến khi quá cảnh tiếp theo trên kinh tuyến; góc giờ bằng 0 có nghĩa là thiên thể đó đang nằm trên kinh tuyến.

## Góc giờ Mặt Trời
Quan sát Mặt Trời từ Trái Đất, góc giờ Mặt Trời là thời gian, được biểu thị bằng số đo góc, thường là độ, từ buổi trưa Mặt Trời. Vào buổi trưa Mặt Trời, góc giờ là 0,000 độ, với thời gian trước buổi trưa mặt trời biểu thị là độ âm và giờ địa phương sau buổi trưa mặt trời biểu thị là độ dương. Ví dụ, vào lúc 10:30 sáng giờ địa phương, góc giờ là -22,5° (15° mỗi giờ × 1,5 giờ trước buổi trưa).
Cosin của góc giờ (cos(h)) được sử dụng để tính góc thiên đỉnh mặt trời. Vào buổi trưa Mặt Trời, h = 0,000 nên cos(h) = 1, và trước và sau trưa Mặt Trời, số hạng cos(± h) = cùng một giá trị cho buổi sáng (góc giờ âm) hoặc buổi chiều (góc giờ dương), tức là Mặt Trời ở cùng độ cao trên bầu trời vào lúc 11:00 sáng và 1:00 chiều theo thời gian Mặt Trời, v.v.

## Góc giờ thiên văn
Góc giờ thiên văn (SHA) của một vật thể trên thiên cầu là khoảng cách góc của nó về phía tây của điểm xuân phân thường được đo bằng độ.
Một định nghĩa khác là SHA của một thiên thể là vòng cung của điểm phân hoặc góc ở cực thiên thể nằm giữa kinh tuyến thiên thể của điểm xuân phân và xuyên qua vật thể, được đo về phía tây từ điểm phân.
SHA của một ngôi sao thay đổi chậm và SHA của một hành tinh không thay đổi quá nhanh, vì vậy SHA là một cách thuận tiện để liệt kê các vị trí của chúng trong một niên giám. SHA thường được sử dụng trong điều hướng thiên thể và thiên văn điều hướng.